# Žydrūnas Karčemarskas
Žydrūnas Karčemarskas (sinh 24 tháng 5 năm 1983 tại Alytus) là một cầu thủ bóng đá Litva thi đấu ở vị trí thủ môn cho Osmanlıspor.

## Sự nghiệp câu lạc bộ
Vào tháng 1 năm 2010, anh gia nhập Gaziantepspor.
Vào tháng 7 năm 2016, Karčemarskas gia nhập Osmanlıspor với bản hợp đồng 3 năm.

## Sự nghiệp quốc tế
Anh là thủ môn được lựa chọn hàng đầu của Đội tuyển bóng đá quốc gia Litva kể từ năm 2004, và có 43 lần ra sân.
Karčemarskas cũng đại diện Litva ở cấp độ U-21.